# Gustav Marcussen
Gustav Ølsted Marcussen (født 12. juni 1998) er en dansk fodboldspiller, der spiller for FC Fredericia. 

## Klubkarriere
Marcussen begyndte sin karriere i HUI (Hørsholm-Usserød Idrætsklub), men har siden da spillet ungdomsfodbold for B 1903 og BK Frem, indtil han skiftede til Lyngby BK.

### Lyngby Boldklub
Han underskrev i december 2016 en treårig superligakontrakt med Lyngby BK.
Han fik sin officielle debut for Lyngby Boldklub i Superligaen den 18. maj 2017, da han blev skiftet ind i det 87. minut i stedet for David Boysen i en 0-2-sejr ude over Brøndby IF. Tre dage senere spillede han sin kamp nummer to, da han atter erstattede Boysen, som Lyngby Boldklub vandt 3-1 hjemme over FC København.

## Landsholdskarriere
Marcussen har spillet landsholdsfodbold for Danmark U/17, Danmark U/18 og Danmark U/19.